# Киприан Суздальский,Увотский
Киприан Суздальский,Увотский(XVI −1622) — юродивый , святой. Память 22 июля, 2 октября и в Соборах Владимирских и Ивановских святых .

## Жизнеописание
Блаженный Киприан, выходец из простого народа, был прихожанином села Воскресенского (Ивановская область). 
Он жил отшельником на острове в лесу, у устья рек Вязьмы и Уводи, всего в семи верстах от села Воскресенского, в одном с половиной от села Покровского. После его кончины возник спор между жителями сел Воскресенского и Петровского, желавшими похоронить почитаемого отшельника у себя. Жители Воскресенского утверждали, что он чаще посещал их церковь. По некоторым преданиям, спор разрешился тем, что при снятии одежды с Киприана была найдена запись о его желании быть похороненным в Воскресенском. . Существует и версия, что его гроб пустили по реке Уводь. Могила Святого Киприана известна как «погребок». 
В описи Воскресенской церкви 1817 года говорится следующее: «Под деревянным полом Покровского придела есть выход каменный, где погребено тело трудившегося в тех местах Киприана, и сделана под ним гробница для совершения панихид в память усопшего». Северная, западная и южная стены усыпальницы были стенами самого храма. В центре западной стены оставалась ямка с аркой, которая, вероятно, когда-то служила дверью в усыпальницу… В северной стене, рядом с западным углом, находилось оконце с железной решеткой, через которое была видна могила Киприана. Напротив окна располагалась лестница, по которой прихожане могли попасть в усыпальницу через подъемную дверь. Восточная стена была сложена из грубых камней. Потолок «погребка» составлял деревянный пол Покровского придела. В восточной части усыпальницы находился склеп, основанный на еловых брусках с установленными двумя боковыми и двумя поперечными досками.
22 июля 1622 года тело святого Киприана было погребено при храме в селе Воскресенском. В 1751 году над его гробом был пристроен придел к храму в честь Покрова Божией Матери, на средства князей Голицыных, владельцев села, почитавших Святого.

## Вскрытие мощей
В начале 1937 года духовные лица обратились с просьбой разрешить перенос мощей Киприана из закрытой Воскресенской церкви в действующий храм. 20 февраля 1938 года комиссия по ликвидации мощей Ивановского облисполкома вскрыла гробницу и изъяла останки святого. Икона и металлический памятник были переданы в Центральный антирелигиозный музей, тогда как мощи оказались в Ивановском институте судебной медицины, откуда планировалось отправить их в Москву. Это событие стало одним из последних случаев вскрытия мощей в Советском Союзе. В настоящее время местонахождение мощей Святого Киприана неизвестно.
Канонизация была подтверждена за счет включения его имени в Собор Владимирских святых (праздник установлен в 1982 году) и в Собор Ивановских святых (праздник установлен в 2000 году).